# Organización territorial de Bosnia y Herzegovina
| Bosnia y Herzegovina es una federación compuesta por dos entidades: la Federación de Bosnia y Herzegovina (azul) y la República Srpska (rosa), tal y como se fijó en los acuerdos de Dayton de 1995. |                                                |             |                  |
| Entidad | Capital                                        | Área en km² | Población (2007) |
| Federación de Bosnia y Herzegovina | Sarajevo Oeste                                 | 26.110      | 2 849 306        |
| República Srpska | Sarajevo Este (oficial), Banja Luka (de facto) | 24.526      | 1 439 673        |
| Distrito de Brčko | Brčko                                          | 493         | 78 863           |
| Idiomas Oficiales: bosnio, croata y serbio. |                                                |             |                  |

El Estado de Bosnia y Herzegovina se constituye en república federal, y se divide administrativamente en 50 distritos, siendo su capital la ciudad de Sarajevo. El país está integrado por dos entidades autónomas, cada una de las cuales posee su propio gobierno y Asamblea Nacional: la Federación de Bosnia y Herzegovina (FBH), integrada por zonas de población bosniaca-musulmana y bosnio-croatas, ocupa un 51 % del territorio total del país; y  la República Srpska (RS), de población serbobosnios, ocupa el 49 % restante, y cuyo órgano legislativo es la Asamblea Nacional de la República Srpska.
Los acuerdos de Dayton de 1995 establecieron dos estados «étnicamente puros» (debido a la eliminación física —asesinatos— o a la expulsión de las minorías étnicas entre los habitantes del país). Así surgieron: la República serbobosnia (República Srpska) y la Federación croatobosnia (Federación de Bosnia y Herzegovina). A esta división posteriormente se le sumó la ciudad autónoma de Brčko (DB) en el año 2000, ubicada al NE del país, ocupando zonas de las dos entidades principales del Estado bosnio.
El tercer nivel de la subdivisión político-administrativa de Bosnia y Herzegovina, se manifiesta a través de los cantones, pero estos solo se encuentran en la FBH. Hay diez cantones en la FBH, cada uno de los cuales posee su propio gobierno cantonal, los cuales se encuentran bajo la Constitución de la Federación. Algunos de los cantones poseen distintos componentes étnicos y por ello poseen leyes especiales a fin de equilibrar las fuerzas entre las etnias.
El cuarto nivel en la división política de Bosnia y Herzegovina son las municipalidades. La FBH se divide en 74 municipalidades y la RS en 63. Las Municipalidades, poseen gobiernos locales y comúnmente se expanden alrededor de la ciudad más importante dentro de sus territorios, es así que muchas municipalidades tienen una larga historia y tradición que se expresa en estas divisiones, pero también hay otras que son producto exclusivo de la subdivisión tras la guerra de los años noventa. Cada cantón de la FBH comprende varias municipalidades.
Además de las entidades-estados, los cantones y las municipalidades, Bosnia y Herzegovina también posee cuatro «ciudades oficiales»; las mismas son: Banja Luka, Mostar, Sarajevo y Sarajevo Oriental (Istočno Sarajevo). El territorio de las ciudades de Banja Luka y Mostar corresponde a las municipalidades del mismo nombre, mientras que Sarajevo y Sarajevo Oriental contienen a su vez varias municipalidades. Las ciudades poseen su propio gobierno en las que el poder de las mismas se encuentra en un nivel entre los municipalidades y los cantones (o de la entidad en el caso de la República Srpska).

## Política
La política de Bosnia y Herzegovina tiene sus bases en una república democrática parlamentaria, en la cual el Consejo de Ministros es el jefe de gobierno, y en un sistema multipartidista. El país está dividido en dos entidades: la Federación de Bosnia y Herzegovina y la República Srpska, ambas con amplia autonomía política, así como el distrito de Brčko, con administración compartida —cada una de estas entidades tiene su constitución—. El poder ejecutivo lo ejerce el gobierno, mientras que el legislativo lo comparten el gobierno y el parlamento. Los miembros del parlamento se eligen de acuerdo a un sistema de representación proporcional. El poder judicial es independiente del ejecutivo y el legislativo. Este sistema de gobierno, establecido por los Acuerdos de Dayton de 1995, es un ejemplo de consociativismo, en el cual las élites representan los tres mayores grupos del país, cada uno con una parte de poder asegurado.